# 川本祐輔
川本 祐輔（かわもと ゆうすけ、1993年9月30日 - ）は、広島県尾道市出身の社会人野球選手 (投手)。

## 経歴
尾道市立高須小学校2年次より野球を始める。
尾道市立高西中学校在学時には尾道シニアに所属。
地元の尾道高等学校に進学。2年秋に広島県大会優勝、中国大会8強を達成。
高校卒業後は東都大学野球連盟の亜細亜大学に進学。リーグ戦には3年春より登板。全国大会には3年春の選手権大会、4年秋の明治神宮野球大会に出場し、神宮大会では優勝も経験している。
大学卒業後は社会人野球のJR東海に入社。それまでのスリークォーターからサイドに転向。3年目には都市対抗野球大会にも出場。